# Fort Bliss (filme)
Fort Bliss (Brasil: Laços de Família ) é um filme de drama estadunidense dirigido e escrito por Claudia Myers, um drama militar ambientado em Fort Bliss. O filme é estrelado por Michelle Monaghan, Ron Livingston, Pablo Schreiber, Emmanuelle Chriqui e Dash Mihok.

## Sinopse
Após voltar para casa de uma longa viagem ao Afeganistão, uma condecorada médica do Exército dos Estados Unidos e mãe solteira luta para reconstruir seu relacionamento com seu filho.

## Elenco
- Michelle Monaghan como Maggie Swann[3]
- Ron Livingston como Richard[4]
- Pablo Schreiber como Staff Sergeant Donovan
- Emmanuelle Chriqui como Alma
- Dash Mihok como Staff Sergeant Malcolm
- Freddy Rodriguez como Cpt. Garver
- Gbenga Akinnagbe como Sgt. Butcher
- John Savage como Mike Swann
- Manolo Cardona como Luis
- Juan Gabriel Pareja como Javier
- Drew Garrett como SPC Cook
- Jacob Browne como 1st Sgt. Jeff Killens
- Fahim Fazli como Afghan Driver
- Oakes Fegley como Paul Swann (filho)

## Produção

### Elenco
Em outubro de 2011, Michelle Monaghan foi adicionada ao elenco para interpretar a personagem principal. Em 5 de abril de 2012, Ron Livingston assinou contrato para estrelar ao lado de Monaghan.

### Filmagem

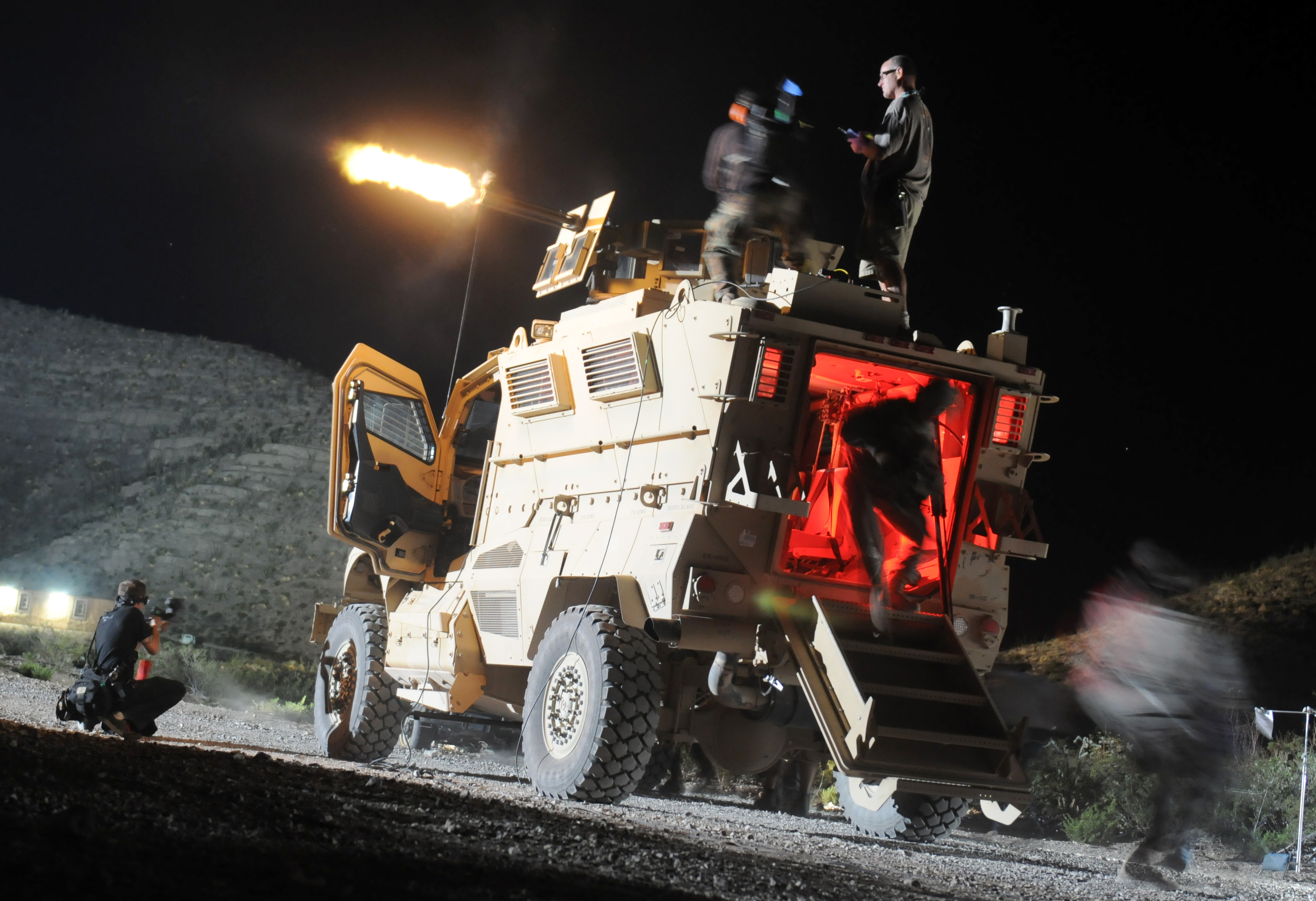
Michelle Monaghan filma em Fort Bliss, com soldados designados para a Tropa B, 2º Esquadrão, 13º Regimento de Cavalaria, 4ª Brigada de Combate, 1ª Divisão Blindada.

As filmagens do drama Fort Bliss começaram em setembro de 2012 em Los Angeles, depois se mudou para Fort Bliss em El Paso, Texas.

### Pré-estreia
Fort Bliss estreou em 11 de setembro de 2014 no DGA Theater em Los Angeles, Califórnia. A estreia foi apresentada pela organização Veterans in Film and Television.

## Recepção
No Rotten Tomatoes, o filme tem um índice de aprovação de 75% com base em 16 resenhas, com uma classificação média de 6,6 / 10. No Metacritic, o filme tem uma pontuação média ponderada de 68 de 100 com base em 13 críticos, indicando "críticas geralmente favoráveis".